# أنت تنتمي لي: الجنس والعرق والقتل في الجنوب
أنت تنتمي إلي: الجنس والعرق والقتل في الجنوب هو فيلم وثائقي أمريكي لعام 2015 أنتجته هيلاري سالتزمان وكيتي بوتابو ووجودي هاغين وأخرجه جون كورك. يعمل الفيلم علي كشف الحقائق المخفية لقضية روبي مكولوم لعام 1952. وأطلقت مكولوم - وهي أغنى امرأة إفريقية أمريكية في مقاطعة سواني بولاية فلوريدا - النار على الطبيب الأبيض والسياسي كليفورد ليروي آدمز أربع مرات بمسدسها.
اكتشف هاغن هذه القصة عندما التقى مع الراحل الدكتور جيمس هاسكينز، المؤلف الحائز على جائزة وأستاذ اللغة الإنجليزية في جامعة فلوريدا. زود هاسكينز هاجين بنسخة من كتاب ويليام برادفورد هوى روبي مكولوم: امرأة في سجن سواني، قال «يجب إخبار هذه القصة.» عند قراءة كتاب هوي، لم يوافق هاجين على تأكيد أن ماكولوم كان في توافقي، جنسياً. العلاقة مع آدمز وأن إطلاق النار آدامز كان على خلاف المال. قالت: «لم أتمكن من الحصول على ذلك في رأسي». «لم أتمكن من وضع رأسي حول فكرة أن امرأة أميركية من أصل أفريقي في عام 1952 ستقيم علاقة طوعية مع طبيب المدينة المريضة».

## وصلات خارجية
- أنت تنتمي لي: الجنس والعرق والقتل في الجنوب على موقع IMDb (الإنجليزية)
- أنت تنتمي لي: الجنس والعرق والقتل في الجنوب على موقع روتن توميتوز (الإنجليزية)
- أنت تنتمي لي: الجنس والعرق والقتل في الجنوب على موقع قاعدة بيانات الفيلم (الإنجليزية)
- أنت تنتمي لي: الجنس والعرق والقتل في الجنوب على موقع ليتربوكسد (الإنجليزية)
- أنت تنتمي لي: الجنس والعرق والقتل في الجنوب على موقع كينوبويسك (الروسية)